# Roztoczny

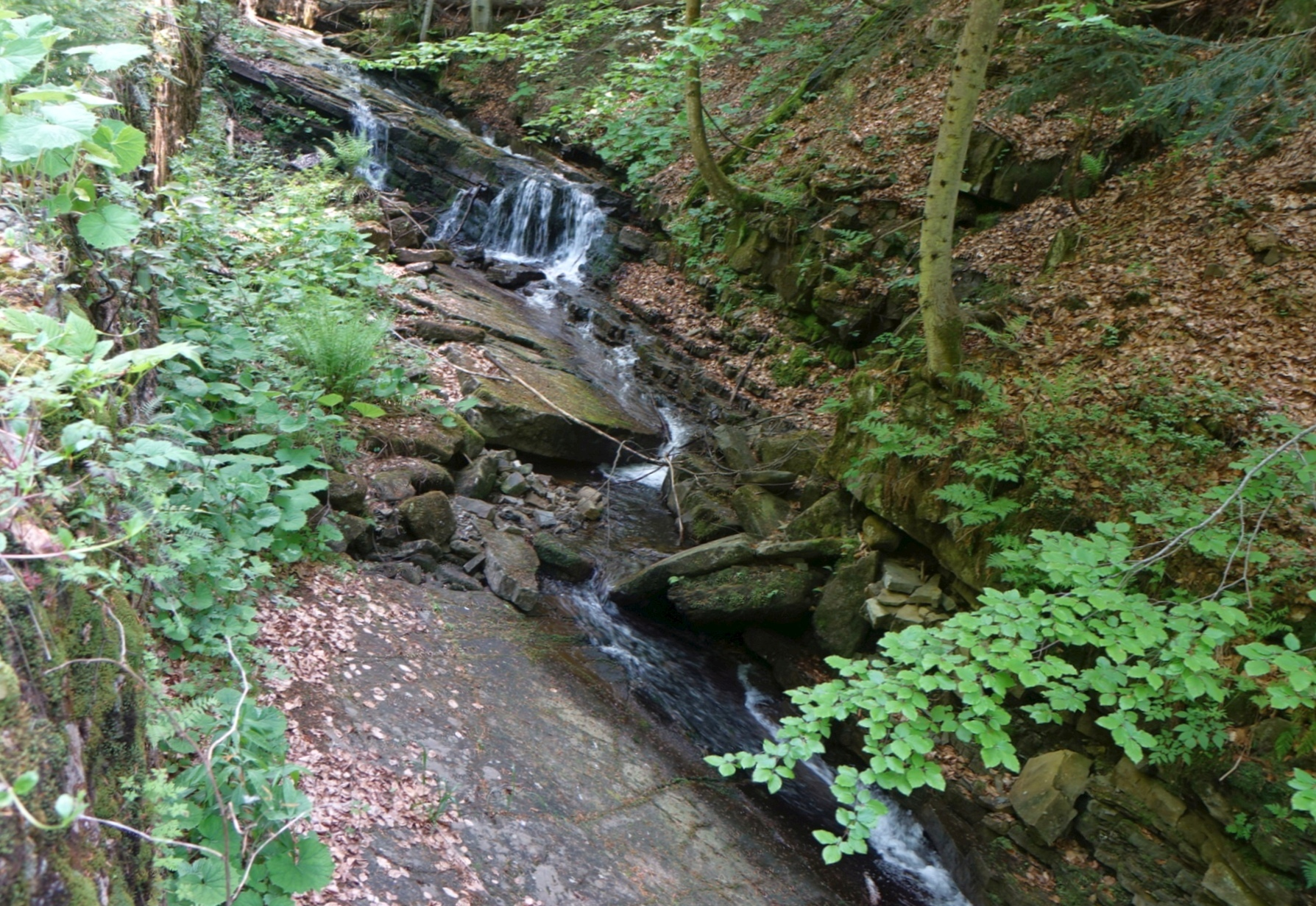
Roztoczny (2023)

Die Roztoczny ist ein Quellbach der Biała Wisełka, die wiederum einer der Quellflüsse der Weichsel in den Schlesischen Beskiden ist. Er ist ca. 2,8 km lang. Der Fluss entspringt an den südwestlichen Hängen der Barania Góra und der Magurka Wiślańska. Er durchfließt den Ortsteil Czarny von Wisła, wo er sich mit dem Głębczański zur Biała Wisełka unweit der Brücke Barani Most vereint. Er den Charakter eines Gebirgsflusses.